# Cofidis, Solutions Crédits/Saison 2014
Dieser Artikel listet Erfolge und Fahrer des Radsportteams Cofidis, Solutions Crédits in der Saison 2014 auf.

## Erfolge in der UCI WorldTour
Bei den Rennen der UCI WorldTour im Jahr 2014 gelangen dem Team nachstehende Erfolge.
| Datum        | Rennen                     | Sieger         |
| ------------ | -------------------------- | -------------- |
| 5. September | 13. Etappe Vuelta a España | Daniel Navarro |

## Erfolge in der UCI Europe Tour
Bei den Rennen der UCI Europe Tour im Jahr 2014 gelangen dem Team nachstehende Erfolge.
| Datum         | Rennen                                        | Kat. | Sieger            |
| ------------- | --------------------------------------------- | ---- | ----------------- |
| 7. März       | Prolog Driedaagse van West-Vlaanderen (EZF)   | 2.1  | Gert Jõeäär       |
| 7.–9. März    | Gesamtwertung Driedaagse van West-Vlaanderen  | 2.1  | Gert Jõeäär       |
| 20. April     | Tro Bro Leon                                  | 1.1  | Adrien Petit      |
| 29. April     | 3. Etappe Presidential Cycling Tour of Turkey | 2.HC | Rein Taaramäe     |
| 17. Mai       | 3. Etappe Rhône-Alpes Isère Tour              | 2.2  | Nicolas Edet      |
| 18. Mai       | 4. Etappe Rhône-Alpes Isère Tour              | 2.2  | Clément Venturini |
| 31. Mai       | Grand Prix de Plumelec-Morbihan               | 1.1  | Julien Simon      |
| 27. Juni      | Estnische Meisterschaft – Einzelzeitfahren    | CN   | Gert Jõeäär       |
| 14. September | Tour du Doubs                                 | 1.1  | Rein Taaramäe     |

## Erfolge in der Cyclocross Tour
Bei den Rennen der Cyclocross-Saison 2013/14 gelangen dem Team nachstehende Erfolge.
| Datum      | Rennen                                      | Fahrer            |
| ---------- | ------------------------------------------- | ----------------- |
| 11. Januar | Französische Meisterschaft, Lignières (U23) | Clément Venturini |

## Zugänge – Abgänge
| Zugänge            | Team 2013   | Abgänge          | Team 2014           |
| ------------------ | ----------- | ---------------- | ------------------- |
| Cyril Lemoine      | Sojasun     | Jan Ghyselinck   | Wanty-Groupe Gobert |
| Julien Simon       | Sojasun     | Nico Sijmens     | Wanty-Groupe Gobert |
| Florian Sénéchal   | Etixx-iHNed | Arnaud Labbe     | CC Périgueux        |
| Louis Verhelst     | Etixx-iHNed | Florent Barle    | EC Sainte-Luce      |
| Christophe Laporte | Neoprofi    | Cyril Bessy      | Karriereende        |
| Clément Venturini  | Neoprofi    | Tristan Valentin | Karriereende        |

## Mannschaft
| Name                | Geburtstag         | Nationalität |              |
| ------------------- | ------------------ | ------------ | ------------ |
| Yohann Bagot        | 6. September 1987  | Frankreich   |              |
| Jérémy Bescond      | 27. Februar 1991   | Frankreich   |              |
| Edwig Cammaerts     | 17. Juli 1987      | Belgien      |              |
| Jérôme Coppel       | 6. August 1986     | Frankreich   |              |
| Nicolas Edet        | 2. Dezember 1987   | Frankreich   |              |
| Julien Fouchard     | 20. August 1986    | Frankreich   |              |
| Egoitz García       | 31. März 1986      | Spanien      |              |
| Romain Hardy        | 24. August 1988    | Frankreich   |              |
| Gert Jõeäär         | 9. Juli 1987       | Estland      |              |
| Christophe Laporte  | 11. Dezember 1992  | Frankreich   |              |
| Christophe Le Mével | 11. September 1980 | Frankreich   |              |
| Romain Lemarchand   | 26. Juli 1987      | Frankreich   |              |
| Cyril Lemoine       | 3. März 1983       | Frankreich   |              |
| Guillaume Levarlet  | 25. Juli 1985      | Frankreich   |              |
| Luis Ángel Maté     | 23. März 1984      | Spanien      |              |
| Rudy Molard         | 17. September 1989 | Frankreich   |              |
| Daniel Navarro      | 18. Juli 1983      | Spanien      |              |
| Adrien Petit        | 26. September 1990 | Frankreich   |              |
| Stéphane Poulhies   | 26. Juni 1985      | Frankreich   |              |
| Florian Sénéchal    | 10. Juli 1993      | Frankreich   |              |
| Julien Simon        | 4. Oktober 1985    | Frankreich   |              |
| Rein Taaramäe       | 24. April 1987     | Estland      |              |
| Clément Venturini   | 16. Oktober 1993   | Frankreich   |              |
| Louis Verhelst      | 28. August 1990    | Belgien      |              |
| Romain Zingle       | 29. Januar 1987    | Belgien      |              |
| Stagiaires          | Stagiaires         | Nationalität | Nationalität |
| Loïc Chetout        | Loïc Chetout       | Frankreich   |              |
| Dylan Kowalski      | Dylan Kowalski     | Frankreich   |              |
| Anthony Turgis      | Anthony Turgis     | Frankreich   |              |